# Hungerfordia pelewensis
Hungerfordia pelewensis é uma espécie de gastrópode da família Diplommatinidae.
É endémica de Palau.